# مثل (سیک)
منظور از مِثْل سیک (به انگلیسی: Sikh Misl) دوازده دولت دارای حاکمیت در کنفدراسیون سیک استکه در قرن هیجدهم در پنجاب ظهور کردند. این دولت‌ها مشترک‌المنافعی تشکیل دادند که «جمهوری آریستوکراتیک» توصیف شده است.